# プラットホーム
プラットホームまたはプラットフォーム（英: platform、独: Bahnsteig）とは、鉄道駅において旅客の列車への乗降、または貨物の積み下ろしを行うために線路に接して設けられた台である。乗降場（じょうこうじょう）とも称する。
日本語では、略してホームと呼ばれることが多いが、これは和製英語である。英語では「platform」を「form」と略すことはない。
ここではプラットホームと線路の数を表現するのに「○面○線」という表現を用いる。「面」はプラットホームの数、「線」はそれに接する線路の数である。例えば単式ホームは1面1線、島式ホームが1つで線路が2つならば1面2線、相対式ホームが2つで線路が1つならば2面1線とする。

## 規格

### 高さ

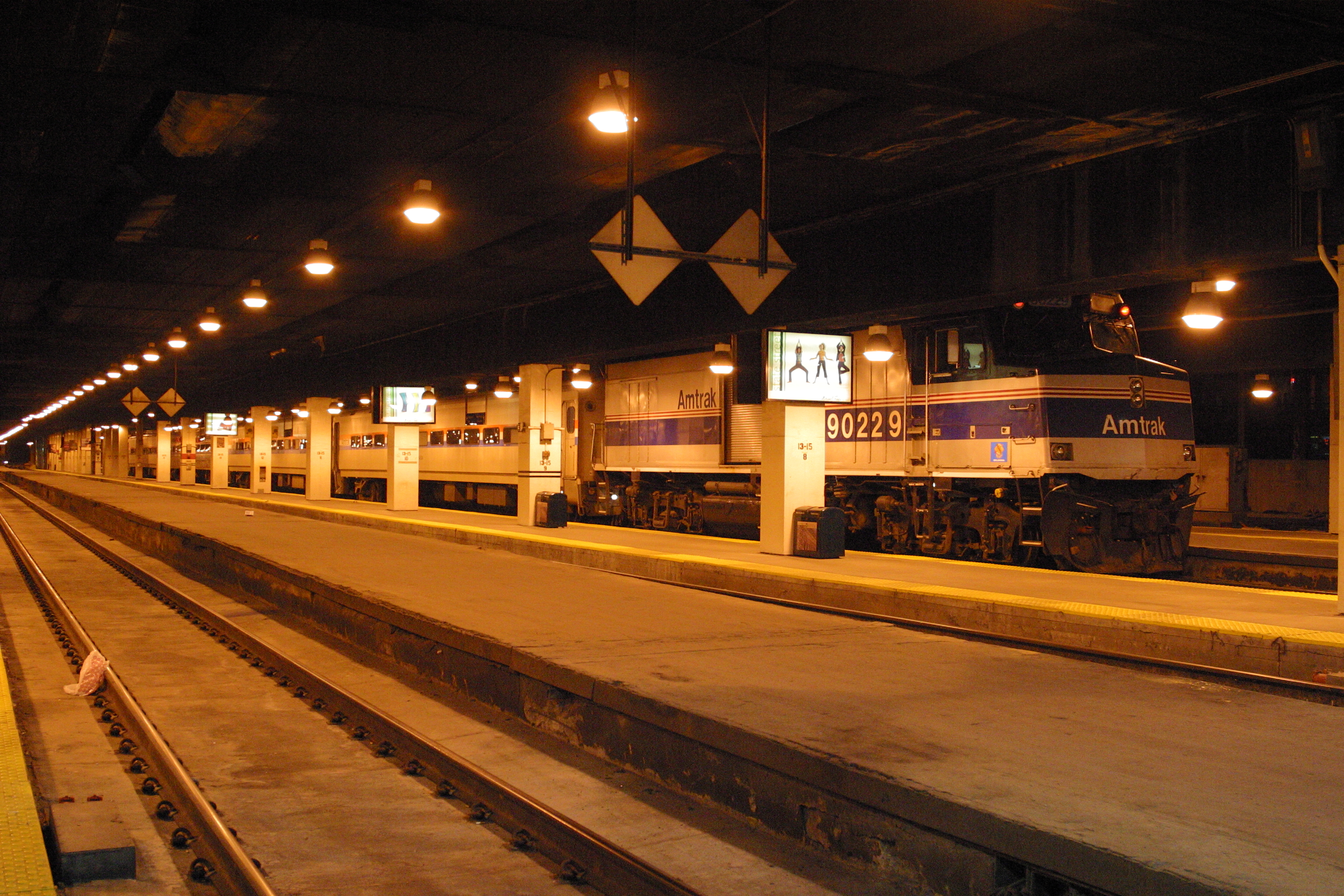
乗降場床面の高さが低い旅客ホーム（シカゴ・ユニオン駅）

高さは旅客ホームの場合は乗降に最も便利かつ安全な高さが必要なので、日本国有鉄道の場合は、1958年時点で以下のように種類別に規定が存在した（単位はmm）。
|              | 電車用    | 列車用  | 電車列車併用 | 気動車用  | 手荷物車用 |
| ------------ | --------- | ------- | ------------ | --------- | ---------- |
| 車両の踏段高 | 1200-1275 | 907-954 | -            | 925-970   | 1007       |
| 車両の床面高 | 1200-1275 | 1185    | -            | 1185-1250 | 1185       |
| 乗降場床面   | 1100      | 760     | 920          | 760       | 760        |

（「列車」は客車列車の意。高さはいずれも軌条面上からの測定。）
乗降場の高さが地面に近い場合は路面電車やバスなどのように車両の踏段を低くする場合が多いが、外国では乗降客の少ない所ではホームの高さを低くして列車の着発のたびに移動できる踏段（"step box"）を用意して乗降させている場所もある。しかし、日本では踏段や床面が高いので列車の停車時間を減らし乗客の安全のため車両の床面や階段と乗降場の床の高さの差を小さくした乗降場が用いられている。
貨物の場合は荷役積卸床面が貨車床面とほぼ同じ高床（）ホームと、地面と同じかそれ以下の低床（）ホームに分けられる。なお、貨車床面より低いがある程度の高さの床面がある「直扱ホーム」という物もあり、こちらはトラックもしくはトレーラーでホームに乗り入れ、貨車にこれらの貨物自動車を直付けして荷役を行うもので、トラックなどの荷台床面と貨車の床面が同一になるようにホーム高さが設けられている。
古い時代の貨物ホームは高床ホームが基本で軌条上面から960 mm（小口・宅口専用の場合は1020 mm）の高さがあり、荒荷・散荷など用の地面から直接荷役する場合はホームではなく「地平積卸場」と呼ばれてたが、後にこれに貨物上屋が付いている物が出るようになり、こうしたものは貨物ホームの扱いを受けて「低床ホーム」と呼ばれるようになっている。
こうしたホーム高さは、日本の官営鉄道開通時点では規定はなく、イギリス人技師の判断でホーム高さを決めていたが、私鉄との直通が行われるようになると構造物の大きさや車両の大きさに規定が必要になり、1900年の「鉄道建設規定（1900年8月10日逓信省第33号）」でドイツ（当初はイギリスの規定を適用しようとしたが適当なものがなかった）の規定を参考にホームの高さを幅を定め、この数値は原文はフィート・インチ系だが、現在のメートル法に換算すると高さがレール面から457-610 mmだった。
これ以後の法規では1919年の「地方鉄道建設規定」では高さ規定が明記されておらず、1921年の「国有鉄道建設規定」では客車用が760 mm・電車用が960 mmとなり、1927年の改正では客車用は据え置かれたが電車用は1100 mmとなり、電車・客車両用は920 mmとされ、国有鉄道建設規定は戦後「日本国有鉄道建設規定」と名前が変わり、1966年には電車化の進行でプラットホームの高さ規定は1100 mmと960 mmとなった。
なお、私鉄は1919年以前のもの（官営鉄道と同じ規定だった）を除き、ホーム高さの基準がない「地方鉄道建設規定」が適用されていたが、1956年の改正でホーム高さそのものの規則ではないが、車両・建築限界の適用でホーム高さが914 mm未満の場合は、軌道中心からプラットフォームまでの距離がそれ以上より50 mm小さくされた（自動的に車両限界も縮小される）。
その後1987年の「普通鉄道構造規則」により、JR・私鉄と共に高さ規定自体はなくなった（このためJRグループや私鉄では会社や路線・駅によって異なり、同じ駅でもホームによって高さが違う場合もある）ものの、「安全かつ円滑な乗降を妨げない場合を除き旅客用乗降口をプラットホームの高さ以上」ということにされたが、2003年の解釈基準の改正に伴いこの制限もなくなっている。路面電車では基本的に安全地帯と呼ばれる道路上に僅かに嵩上げ、または枠線で囲っただけの場所から乗降する場合や、低めのホームを用いる。

#### 他国の場合
鉄道開業の始まったイギリスでは客車の床面と段差の小さいホーム高さを基本としたため、客車に昇降用ステップがないのが普通で、逆にヨーロッパ大陸諸国やアメリカなどでは基本的に地面に近い高さのホームを使用している。
ドイツ 標準軌の鉄道には「鉄道建設・運転規則」（略称、EBO）でホーム高さが定められている。
- 「Sバーン専用」：96 cm
- 「一般用」：76 cm（実際は38-96 cmまで様々なものがある）
- 路面電車は別の法規のため、この規定は適用されない[注釈 7]。

### 長さ
プラットホームの長さは一般に停車列車より長い。日本では法令により停車する列車より長いことが必要で、不足する場合には一部車両におけるドアの締め切り（ドアカット）や、列車の解結が行われる。日本国外では列車の停止位置が不定であるため、到着する列車の長さに対してホームが異様に長いケースも見られる。なお、ホームに列車を停車させた際、旅客の乗降ができるだけの長さを有効長と呼ぶ。
列車長に比べ長さの短いプラットホームを設けた旅客駅では、列車を停車させる際に乗降させる車両のドア前にプラットホームが来るように速度を調整する。逆に列車長に比べてホームが非常に長い場合、利便性や保安装置の関係上（例えば非自動閉塞方式ではタブレット等の授受において列車が駅本屋などに近い方が効率が良い）、階段や改札に近いところに停車することが多い。貨物駅では長編成の貨物列車であっても1両ごとに積み込み積み出しを行うことがあるため、必ずしも列車の長さにあったプラットホームは必要ない。
世界で最も長いプラットホームはインド・カルナータカ州のフブリジャンクション駅のもので、1,507メートルである。日本で最も長いプラットホームは京都駅の0番・30番のりばの558メートルであるが、一部が切り欠きとなっているため乗り場としては0番と30番のりばの二つに分かれている。

## 形状と配置

### 単式ホーム

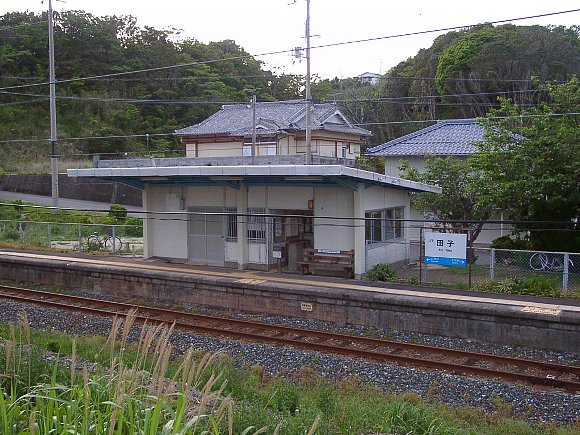
単式ホーム (紀勢本線 田子駅)

プラットホームの片側のみが線路に接し、乗降に用いられるもの。「片面ホーム」と呼称されることもある。線路と反対側は柵や壁で仕切られ駅舎、出口に接続する。
- 1-1：1面1線。他にポイントも側線もない駅については「棒線駅」と呼ばれることもある（例:下狛駅）。
- 1-2：2面2線。「上下方向別単式ホーム」とも呼ばれる（例：原宿駅）。複線の路線で上下線の線路が離れている場合（例:土合駅）や、上下2層になっている場合（例:東鷲宮駅）に用いられるが、図示の配置以外に2つの単式ホームがともに両線の間に配置される場合（例:下地駅）もある。

### 相対式ホーム

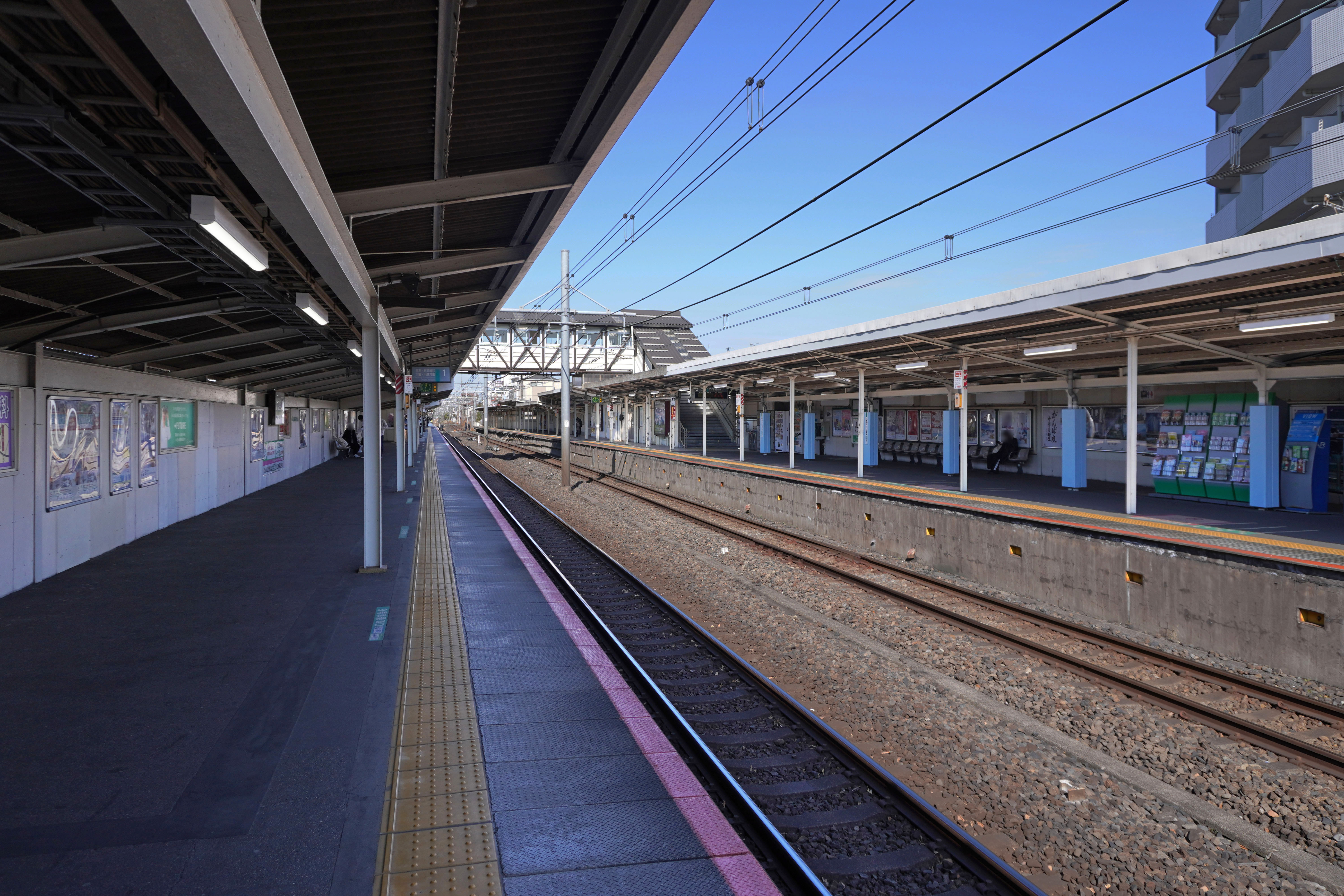
相対式ホーム (埼京線 十条駅)

単式ホームを2つ向かい合わせにしたもの。対向式ホームまたは対面式ホームともいう。両ホームの行き来は跨線橋や地下道、構内踏切、もしくは改札外で行う。
- 2-1：単線の路線で列車交換の可能な駅。一線スルーの場合にも用いられることが多い（例:棚倉駅）。
- 2-2：複線の路線で待避線のない駅（例:法隆寺駅）。「相対式ホーム」と言えばこちらを指す場合が多い。この場合も「棒線駅」と呼ばれることがある。上下線の間に留置・待避線を入れた例もある。
- 2-3：複線の路線で、通過列車用の本線と停車列車用の副本線があり、追い抜きの可能な駅。新幹線の途中駅に多く見られるため、新幹線型配線と呼ばれることもある[注釈 8]。
- 2-4：方向別複々線の路線で外側線にのみプラットホームのある駅。

#### 千鳥式ホーム

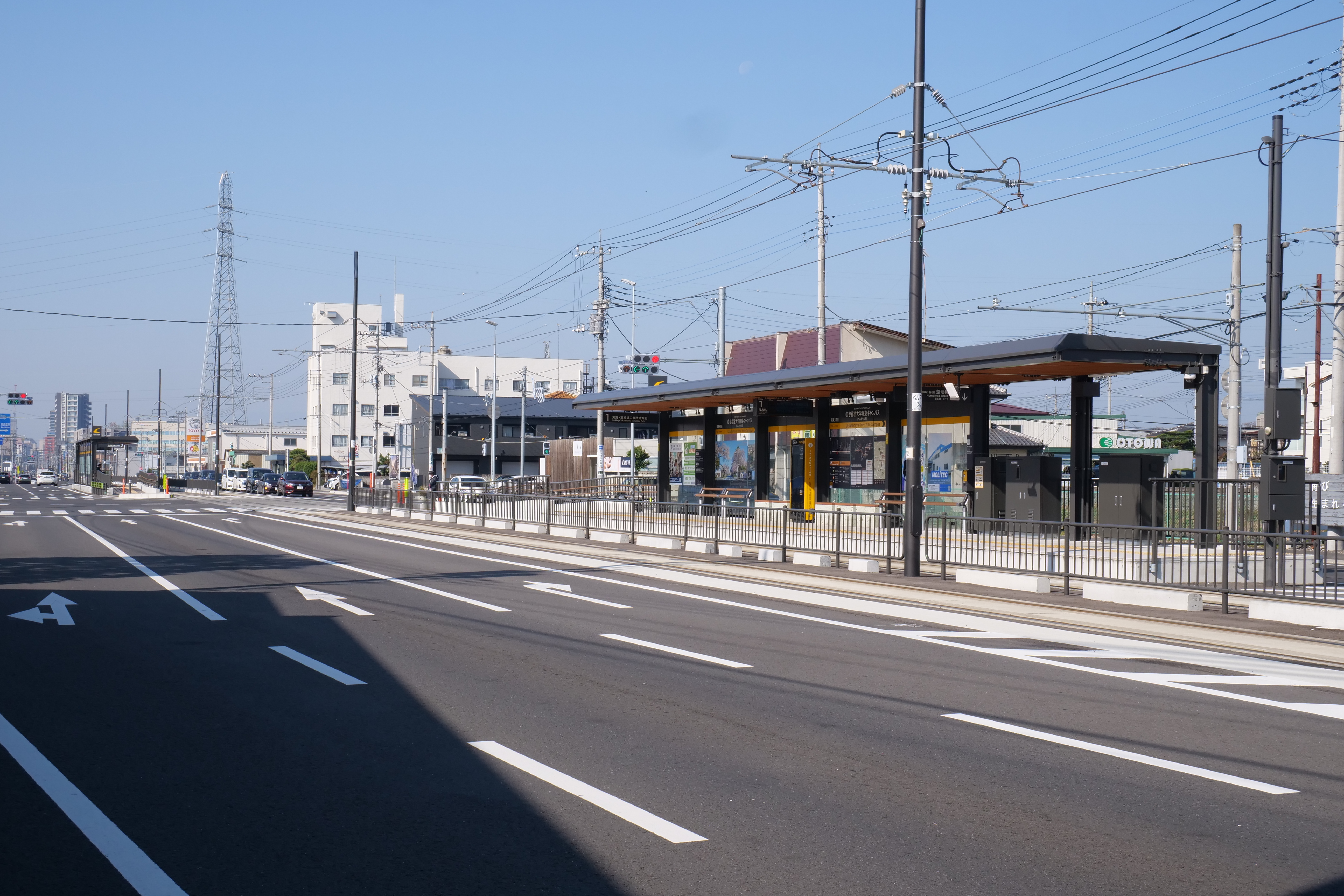
千鳥式ホーム (宇都宮芳賀ライトレール線 宇都宮大学陽東キャンパス停留場)

相対式ホームのうち、2つの単式ホームをずらして設けたもの。2本の線路でプラットホームをずらしたもののほか、単線区間で1本の線路の両側にプラットホームをずらして設けたものもある。編成の短い路面電車では、交差点（踏切）を挟んで上下別のホームを設けたものが多く見られる。交差点の入り口と出口では車線数が異なる（左右折車線）場合が多い上に、乗り場をずらすことにより幅員の増加量を減らす（代わりに長くなる）ことが出来るためである。非自動閉塞方式をとる限り、タブレット（もしくはそれに類するもの）の交換が必要である。一定以上の長さを持つ対向式プラットホームで異なるプラットホームを構内踏切で連結する場合、利便性の観点から駅舎の前、全体の中央付近にこれを設ける場合が多い。すると、タブレット交換のためには有効長が許す限りこの踏切を境に対向する列車の前頭部が来るように停止すると無駄が少ない。長編成の列車が来ないのであれば構内踏切から先は無用である。通常の鉄道路線、あるいは軌道区間でも単線の場合プラットホームが千鳥状の配置になる場合はこの経緯を持つことが多い。また、路面電車において交差点で3方面以上に分岐する場合やデルタ状に分岐している場合などにはその構造上、千鳥式の配置となることが多い。

### 島式ホーム

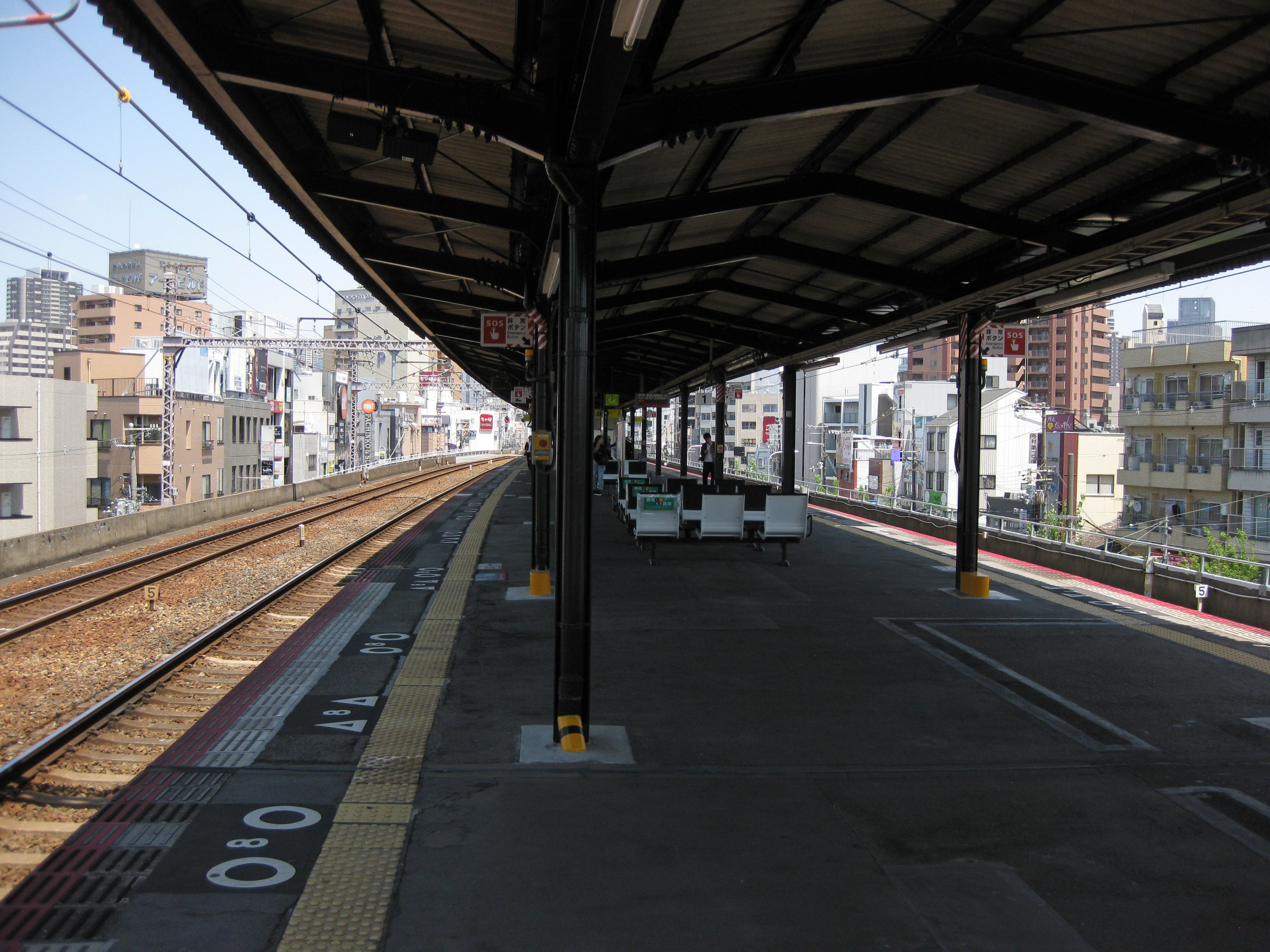
島式ホーム (大阪環状線 野田駅)

プラットホーム両側が線路と接しているもの。駅舎や他のプラットホームとは跨線橋、地下道、構内踏切などで連絡する。プラットホームそのものは、単式ホーム2面に比べて設置費用や面積などの点で有利である。しかし、通過する列車の速度を向上させるためには、駅のかなり手前から上下線路の間隔を徐々に空けてカーブを緩和する必要があり、駅前後区間も含めると、かえって多くの用地が必要となる場合もある。また、プラットホームの拡張や、売店、待合室、線路と直角方向の階段等の設置に制約があるほか、ホーム両側を列車が通過するため安全面で劣る。相互発着を行う場合は、この構造がほとんどである。

#### 島式1面
- 3-1：単線の路線で列車交換の可能な駅（例:新屋駅）。上り列車用と下り列車用で線路を分けるのが一般的だが、上下線の区別をなくし一線スルー化した駅 (3-1′) もある。
- 3-2：複線の路線で待避線のない駅（例:大阪城北詰駅）。プラットホームの前後にカーブができる。
- 3-3：方向別複々線の路線で内側線にのみプラットホームのある駅（例:JR総持寺駅）。
- 3-4：複線の路線で、停車列車用の副本線として島式ホームを中央に配置し、通過列車用の本線がその両外側に配置される駅（例:三島駅）。追抜きの可能な駅では、相互接続する場合には5-1のような配線としたり相互接続しない場合には2-3のような配線とすることが多いが、高架などの立地条件によりこのような特殊な配線にすることがある。停車列車の折り返しがダイヤにとらわれないという利点がある。

#### 島式2面
- 5-1：複線の路線で、列車待避の際に相互接続が可能な配置（例:新浦安駅）。内側2線を本線、外側2線を待避線とするほかに、外側が本線となるものもあり、この場合は内側2線を折り返しに用いることがある。一部の新幹線駅（例:高崎駅）では、さらに通過列車用の線路が中央に2本追加された構造となっている（2-3の外側に線路が追加され、島式2面になった構造とも言える）。用地などの関係上、島式ホーム1面2線を二層化して2面4線とする場合もある（例:副都心線東新宿駅）。
- 5-2：方向別複々線の快速・優等列車停車駅、あるいは2つの路線が同一方向に並行する駅である（例:三ノ宮駅）。用地などの関係上、島式ホーム1面2線を二層化して2面4線とする場合もある。

| 2面4線+通過線 |
| 2面4線+通過線 |

#### 単式と島式の複合

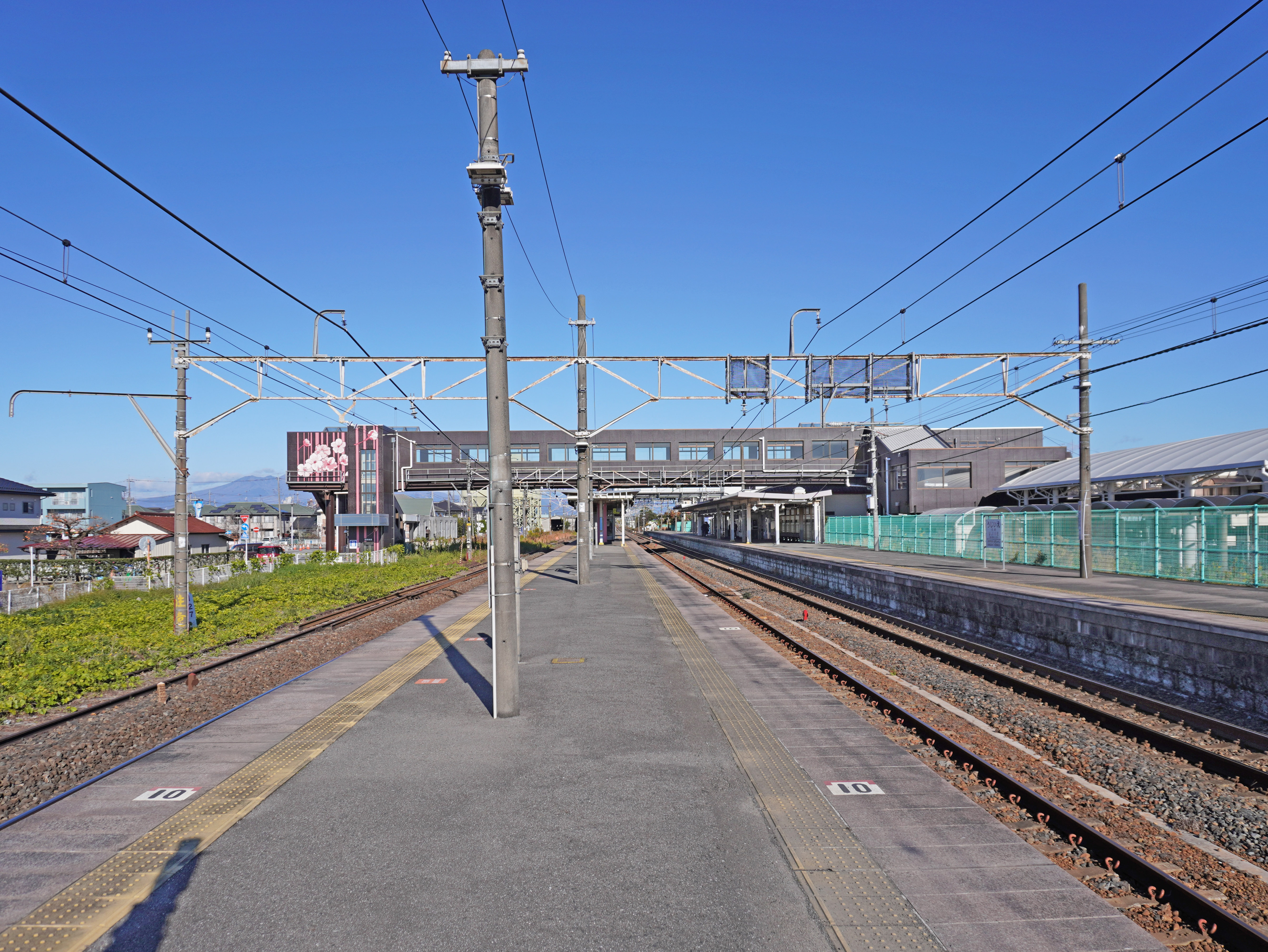
単式と島式の複合（東北本線 氏家駅）

4-1と4-2は日本国鉄や日本統治時代の台湾の鉄道駅、国鉄の影響を強く受けた鉄道路線に多く見られ、国鉄型配線またはJR型配線と呼ばれる場合もある。
- 4-1 : 上下線のどちらか一方のみ待避可能となる。単式と島式の内側が本線、島式の外側（分岐側）が待避線とする例が多い（例:石岡駅）。
  - 単式と島式外側が本線、島式内側が待避線とする例も存在する（例:宝塚駅）。
- 4-2 : 待避線へ分岐した後に渡り線を入れて、中線を両方向の列車待避や折り返しに使う場合がこの構造（例:聖高原駅）。
  - 4-2aのように外側を本線とする例も存在する。（例:JR北千住駅）
    - 待避線へ分岐する前に渡り線を入れて、島式ホーム外側を上下共用の待避線とする例も存在する（例:渋川駅）。

  - なお、別の配線とした例も存在する。
    - 単式ホーム外側に待避線を設けて2面4線とした例（熊谷駅など）。
    - 島式ホーム外側を廃止し、相対式ホーム2面2線とした例（石和温泉駅など）。
    - 島式ホーム内側を廃止し、単式ホーム2面2線とした例（小千谷駅など）。
    - 島式ホームを廃止し、単式ホーム1面1線とした例（紀和駅など）。
    - 単式ホームを廃止し、島式ホーム1面2線とした例（軽井沢駅など）。
    - 単式ホームと島式ホームを平面で接続し、1面5線とした例（新庄駅）
- 4-3 : 島式1面を相対式2面で挟む特殊な例（例:新習志野駅）。二つの複線路線が合流する駅（例: 代々木駅）、列車の折り返しや運転系統の分離を行う駅などに見られる。

#### 特殊な配置
線路を2つのプラットホームで挟むことにより、混雑の激しい駅では左右両側の扉を開けることにより乗車専用ホームと降車専用ホームに分離する目的、および折り返し駅や分岐駅で対面乗り換えできるようにするために用いられる。また、待避設備を両方向で共有することでスペースを削減する効果もある。プラットホームごとに乗降を分離する方式は乗降分離と呼ぶ。乗降分離については、ヨーロッパではスパニッシュ・ソリューションと呼称されることもある。
- 櫛形ホームの起点・終着駅（後述）
- 6-1：2面3線。各線路の間にプラットホームを配置し、中線を両ホームで共有する（例:JR川越駅）。両側のドア扱いをすることで折り返し列車が運用しやすい。これに単式ホームを追加した3面3線の配線もみられる。また6-2と複合した4面3線も存在する(例:万博開催時の愛・地球博記念公園駅。現在は2面3線)。
- 6-2：3面2線。相対式2面2線の中央に島式ホームをはさんだ形で、両方向の列車が両側のドアを開閉する。このとき、乗車用と降車用のホームを分けることが多い（例:名鉄名古屋駅、多客時のみの総合運動公園駅）。

### 櫛形ホーム

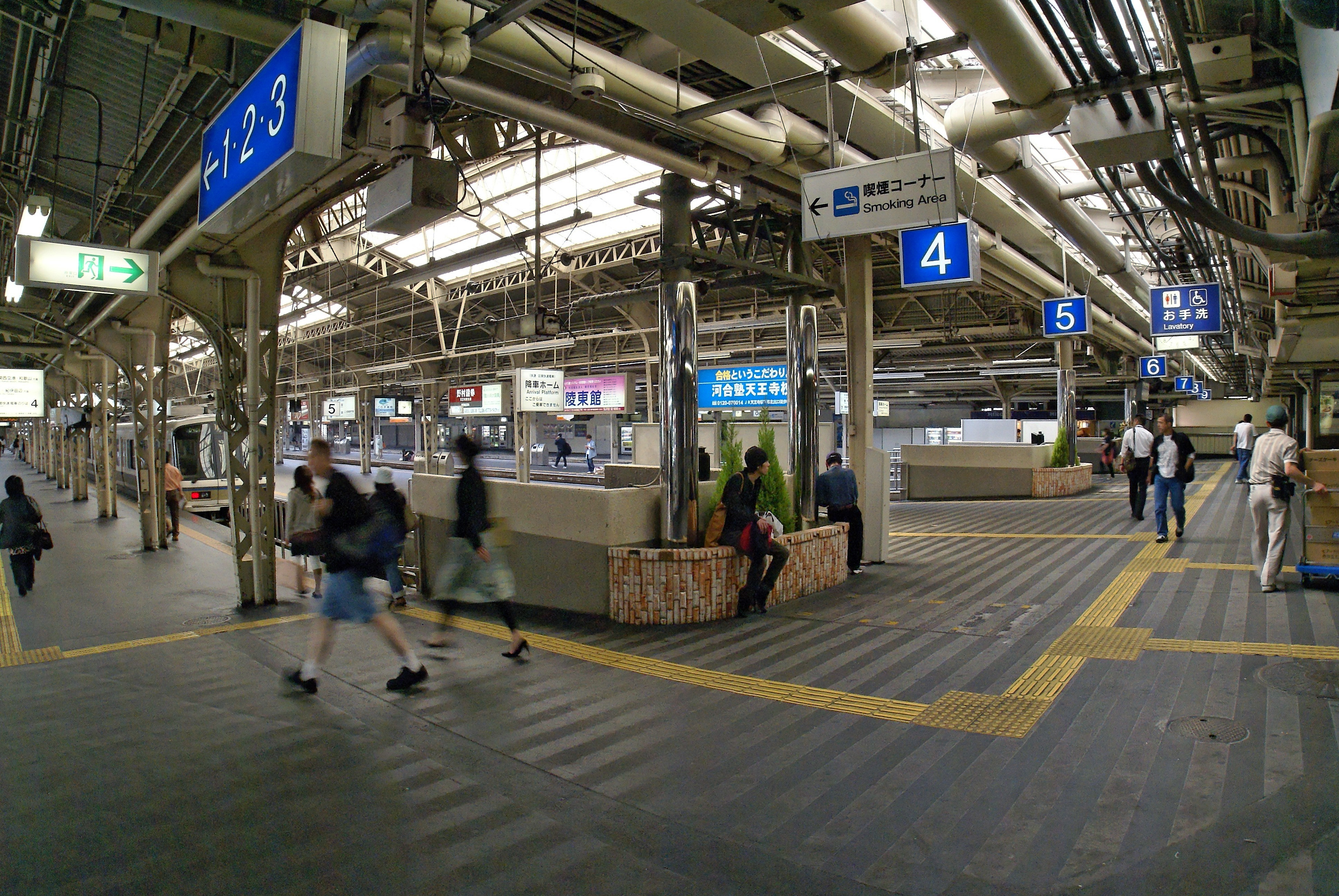
櫛型ホーム (阪和線 天王寺駅)

複数のプラットホームの端を同一平面でつなげた形のもの。間の線路は行き止まりとなり、この部分を特に頭端式ホームということが多い。このホームの場合、ホームと改札までの高さが同じであるか、あってもスロープ状になるので必然的にバリアフリーになることが多い一方で、乗客が改札寄りの車両に集中しやすい傾向にある。
- 日本の場合、路線網の連続性が強いJRではあまり多くないが、上野駅、天王寺駅、高松駅、門司港駅などが挙げられる。私鉄では終点駅でよくみられる。大手私鉄では大きなターミナル[注釈 10]（ターミナルという語は、「終点の」乗り換え駅、が原義）を持つことも多い。
  - 櫛形ホームであっても最も外側の線路は必ずしも行き止まり構造にする必要はなく、採用例として阪神電鉄神戸三宮駅が挙げられる。また、小田急小田原駅も外側2線を行き止まりとせず内側の1線のみ行き止まり（新宿方面）とする櫛形ホームの一種であるが、反対方面（箱根湯本方面）からの行き止まりホームが切り欠き構造で1線設置されている（計1面4線）。
- 欧米の主要ターミナルでは、パリのリヨン駅、ロンドンのキングス・クロス駅、フランクフルト中央駅、ローマのテルミニ駅、マドリードのアトーチャ駅などこの形のものが多い。

### 切欠きホーム

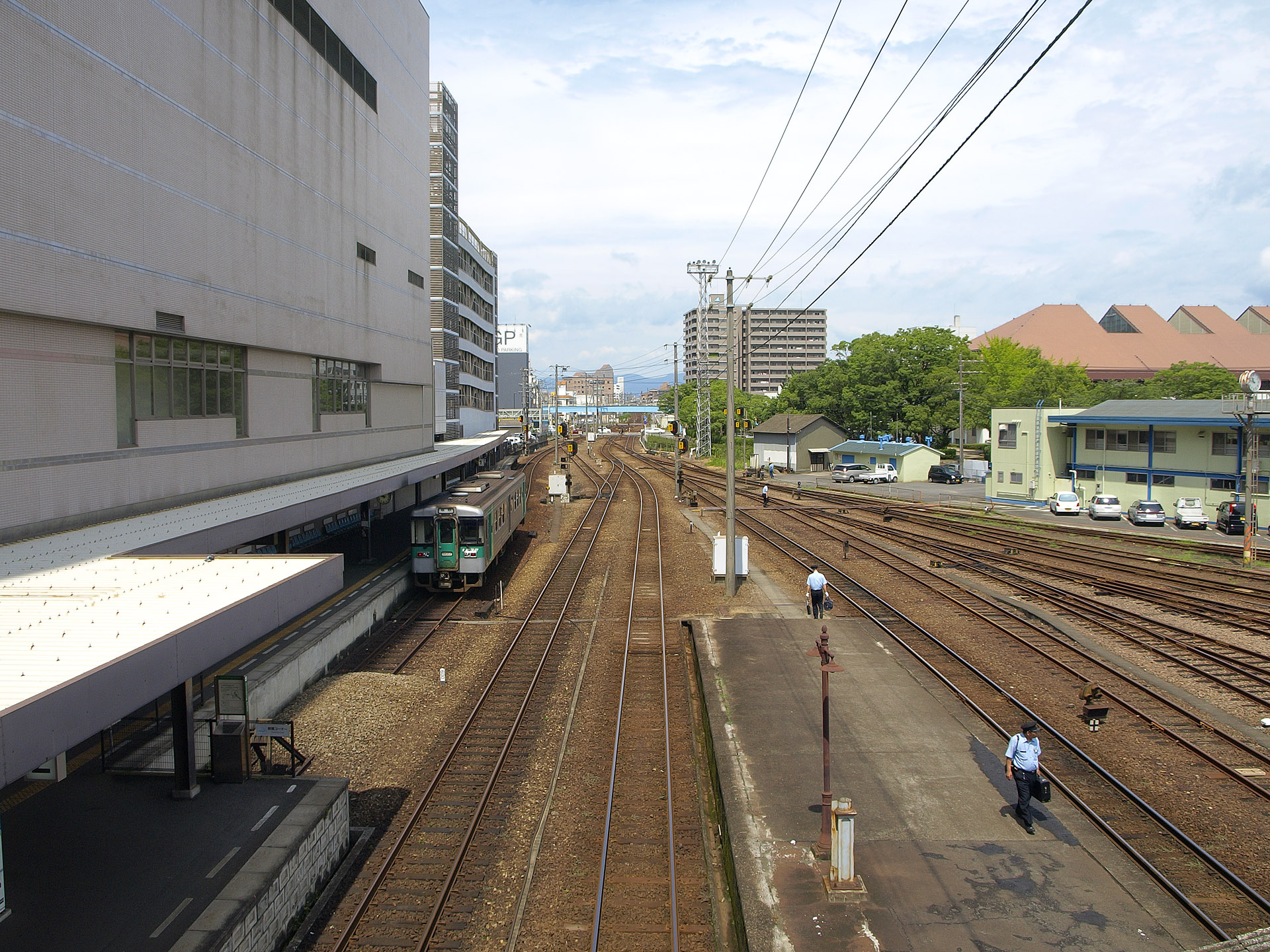
切欠きホーム（四国旅客鉄道 徳島駅）

単式または島式のプラットホームの一部を切り取った形状で、そこに行き止まりの線路を設けたもの。幹線から支線が分岐する駅（例:高崎駅）で使われることが多く、櫛形ホームを設置するのが困難だが乗り場を増やしたいターミナル駅にも用いられる（例:京都河原町駅）。当初からの設計ではなく実際に既存プラットホームの一部を切り取る改変を経た場合、プラットホームの数はそのままで線路を増やすことができるが、有効長が短くなり、乗換の際の移動距離（既存改札までの歩行距離）が長くなる。改変工事によって切欠きしない側のホーム番号は、従来の番号から変えないことが多い。いわゆる「0番線」はこのタイプが多い（例：北上駅）。

## 乗り場の呼称
1つの駅にプラットホームが複数ある場合は、数字やアルファベットを付けて区別することが多い。プラットホームの呼称は「○番線」「○番のりば」「○番ホーム」「○号線」「プラットホーム○」など国や地域、鉄道会社や駅によって異なる。また、数字やアルファベットを用いず、「○○方面ホーム」とする場合や、単式ホームのみの駅では呼称自体がない例も存在する。櫛形ホームなどの降車用ホームには、数字が振られている場合と振られていない場合が両方ともある。

## 安全対策

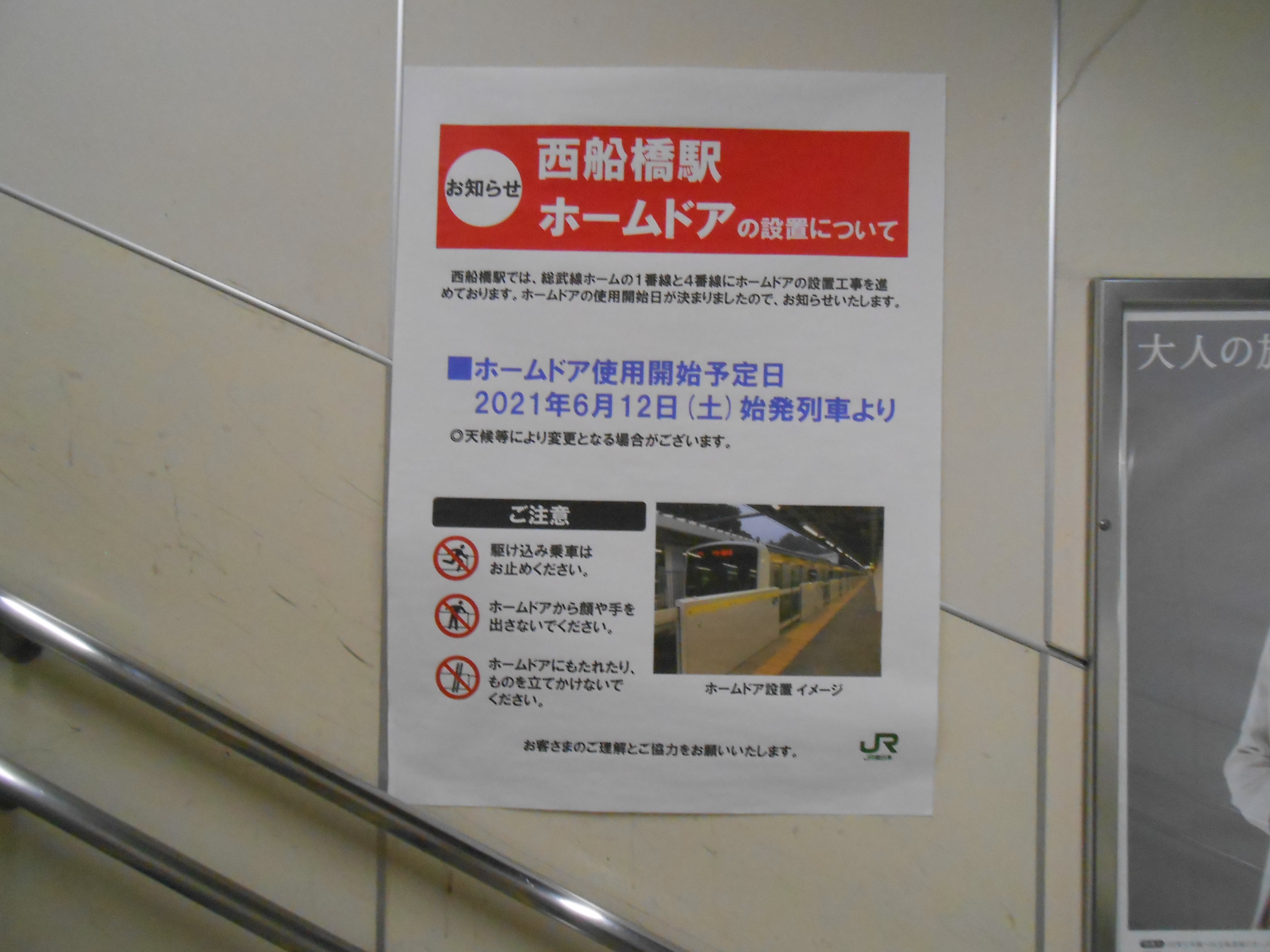
JR総武線（各駅停車）西船橋駅でのホームドア稼働を告げるチラシ。

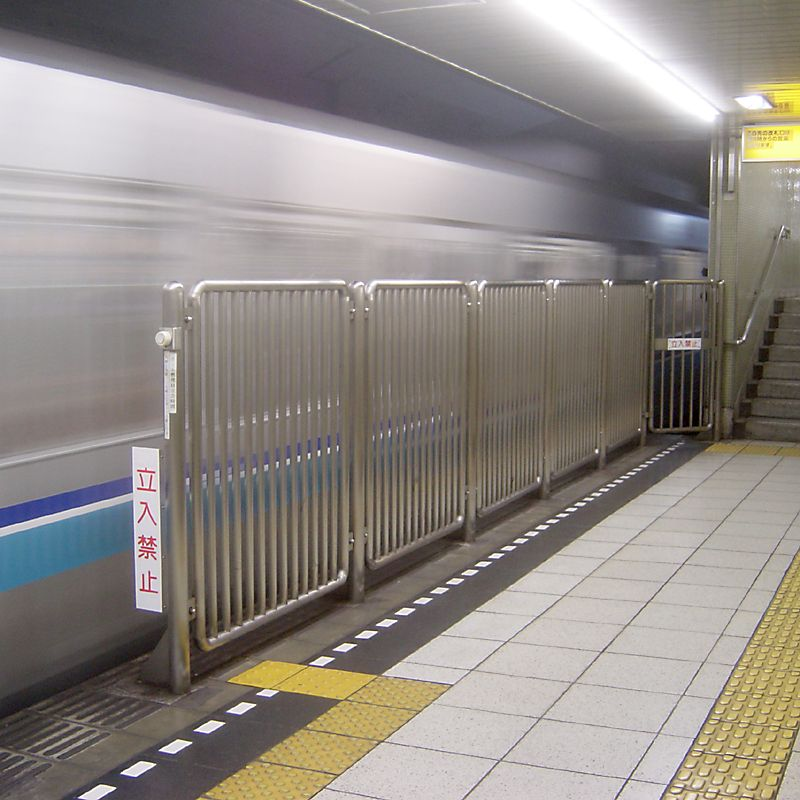
転落防止柵
（東京メトロ東西線竹橋駅ホーム）

プラットホームからの転落や走行中の列車との接触はしばしば重大な事故につながるため、プラットホームにはこれらを予防するための対策が施されている。

### 線・点字ブロック
プラットホーム端から一定の距離に、列車との接触を防止するための目印として白線や黄色い線が引かれている。日本では視覚障害者向けに黄色い点字ブロックを並べていることが多い。

### 柵
プラットホーム内側と線路を隔てるもの。プラットホーム端のように列車が停車しない部分や、停車する部分であっても車両に扉などがなく乗降や業務に支障のない部分に柵を設置することで、転落・接触事故の防止が図られる。コストも安く、後述のホームドアで掲げられた問題点も少ないことから、特に乗降客の多い駅で設置される例がある。

### ホームドア
プラットホームと線路を隔てるホームドアにより転落・接触を防ぐ。ドアの形状が腰高程度までのものは正式名称が「可動式ホーム柵」であり、「ホームゲート」とも呼ばれる。

### ホームセンサー

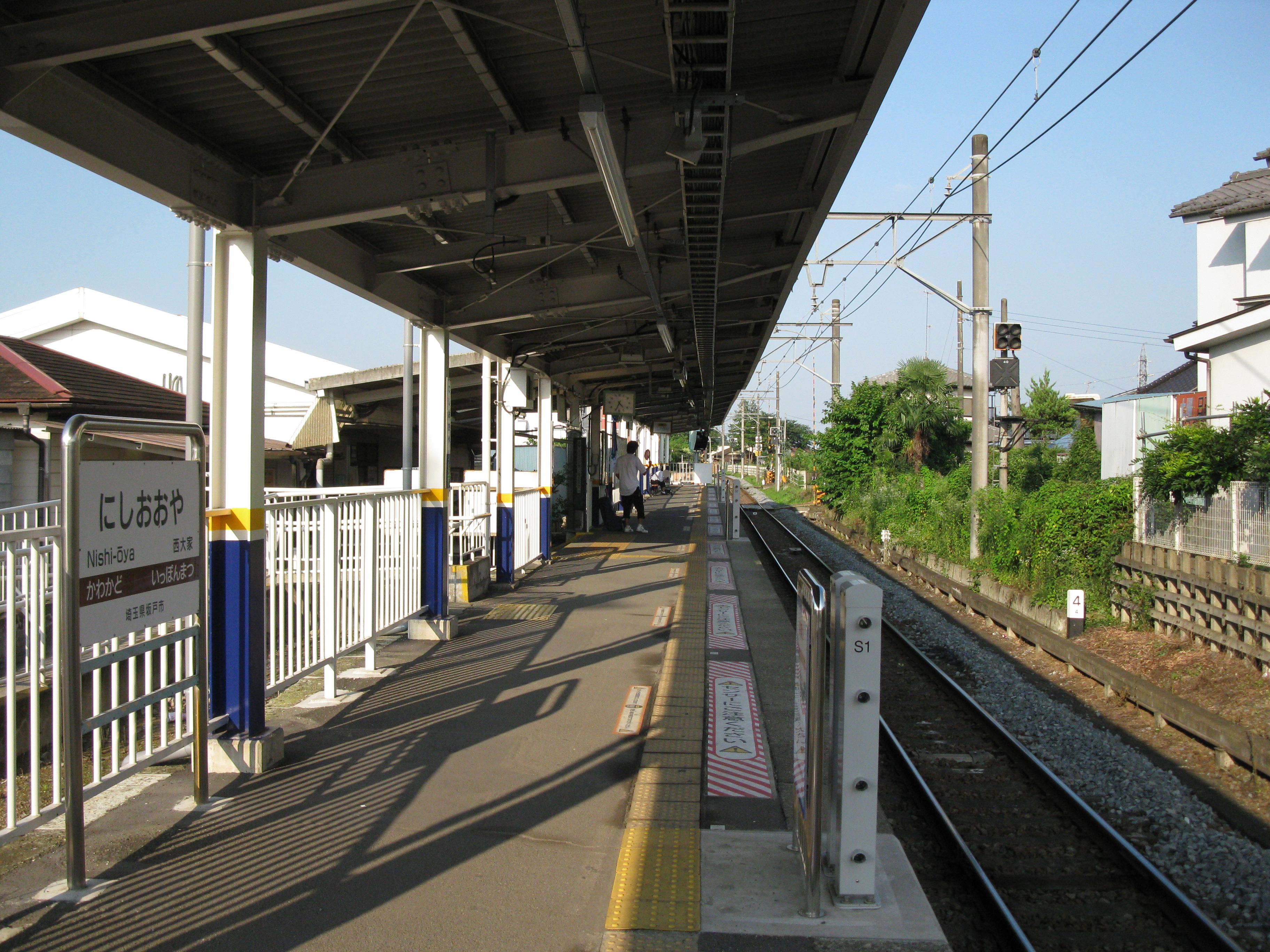
ホームセンサーを設置したホーム（東武越生線西大家駅）

プラットホームの柵と光センサーを利用した「ホームセンサー」によって転落時の事故防止を図る。または、赤外線を使用した障害物検知装置が設置されている。
これは、プラットホーム上の列車停車位置の先頭と末端および連結部のプラットホーム端部に赤外線発射装置と受光器を設置し、列車の入線・発車時にプラットホームより外側に出ているものを検知して、自動的に列車にブレーキをかけたり、発車ができないようにするものである。

### その他
- 非常通報ボタン：転落などに気づいた乗客が押し、乗務員や駅員に知らせると共に列車の入線や発車を止める。
- 退避スペース：転落した際の退避スペースをプラットホーム下に設ける。
- 線路脱出ステップの設置：線路に転落しても昇りやすいよう、プラットホーム側壁に昇降ステップを設けたもの。関係者専用の構内踏切からホームに上がるためのステップを兼ねていることがある。
- 転落検知マット：特に急カーブ上にホームがある場合、プラットホーム下部の線路横に転落感知マットを設けて人が転落したことを知らせるもの。退避スペースがない箇所にあることもある。
- 道床の低床化：道床を低くし、レールとの間に空間をあけ、転落者を道床に落として轢断しにくくする。ロンドン地下鉄などで採用されている。
- 転落事故や接触事故を防ぐ目的で大規模駅やカーブによりホームと車両の間に隙間がある駅では、視覚的にわかるように列車が接近する際にホームに設置された発光部や回転灯が光るようになっている場合がある。また視覚障害者のために足元への注意を喚起するアナウンスが常時流れていることもある。
- 可動式ホーム・ギャップフィラー：列車が到着すると同時に、プラットホーム端部が伸び、プラットホームと列車との隙間を極力減らす。